# Makolusky
Makolusky (německy Makolusk) jsou malá vesnice, část obce Zbizuby v okrese Kutná Hora. Nachází se asi dva kilometry severně od Zbizub. Makolusky jsou také název katastrálního území o rozloze 4,35 km².

## Historie
První písemná zmínka o vesnici pochází z roku 1384.